# Kasteel Durendaal
Kasteel Durendaal was een kasteel te Oisterwijk dat gelegen was aan de Voorste Stroom, tussen de huidige Beukendreef en de Moergestelseweg.

## Het gebouw
Het kasteel is in de 19e eeuw gesloopt, waarna de overblijfselen van de grachten nog tot 1969 zichtbaar zijn geweest, toen de Voorste Stroom werd verlegd. De wandelende dominee Jacobus Craandijk beschreef de plaats nog in 1875, in het eerste deel van zijn reeks: Wandelingen, als een fraai aangelegd goed, hoewel de gebouwen waren gesloopt. Oprijlanen en dergelijke waren echter nog zichtbaar.
Een boerderij, een der vroegere neerhuizen, is nog aanwezig.
Er zijn geen afbeeldingen van het kasteel bekend, maar wel een beschrijving uit 1777, waarin sprake is van een terrein van 98 bij 56 meter, waarop zich een Casteel, stallinge, koetshuis, washys en een hoef bevonden. Het kasteel moet toen in slechte staat zijn geweest. Ook de indeling van het kasteel werd beschreven, in 1737, waarbij melding werd gemaakt van de kleine sael, de groote sael, het agter camerke, de eerste keldercamer of mama's camer, de tweede keldercamer, de keuke camer of sogenaamde groene camer, de keuke.
De funderingen van het kasteel, die zich in 1969 nog in de grond bevonden, waren minimaal zeven eeuwen oud.

## De bewoners
Het oudste document omtrent Durendaal is uit 1477, toen Berthout Back, heer van Asten, verhuurde aan zijn zoon Jan Back van Asten. Men sprak van seeker eelmanshuys, ghenaemt Durendael. Vervolgens kwam de heerlijkheid via Adriana Back van Asten in het bezit van de heren van Brederode, langs dezelfde weg als dat bij de heren van Asten geschiedde.
Achtereenvolgens kwamen de families De la Rivière, Van Merode, De Salm van Malgré, en Van Doerne. Daarna volgde de adellijke familie Van Renesse, die werd opgevolgd door rijke burgers zoals Bouwers, Van Grootvelt, en Van Tengnagell. Daarna zijn er nog verscheidene adellijke eigenaren geweest en een daarvan, Jan Hendrik van Lynden tot Lunenburg, zou het kasteel in het begin van de 19e eeuw hebben afgebroken.

## Het grondgebied
Het landgoed dat bij het kasteel hoorde omvatte ook de Oude Hondsberg en de Oisterwijkse Bossen en Vennen. Dit landgoed werd in 1912 in delen verkocht, maar het is uiteindelijk grotendeels terechtgekomen bij de Vereniging Natuurmonumenten en het Brabants Landschap. Zo bleef het gevrijwaard van drooglegging en verkaveling.